# Милтона (Минесота)
Милтона (енгл. Miltona) град је у америчкој савезној држави Минесота.

## Демографија
По попису из 2010. године број становника је 424, што је 145 (52,0%) становника више него 2000. године.
| Група             | 2000.       | 2010.       |
| Белци             | 275 (98,6%) | 416 (98,1%) |
| Афроамериканци    | 0 (0,0%)    | 1 (0,2%)    |
| Азијати           | 0 (0,0%)    | 0 (0,0%)    |
| Хиспаноамериканци | 2 (0,7%)    | 5 (1,2%)    |
| Укупно            | 279         | 424         |